# Krestabaai
De Krestabaai (Russisch: Залив Креста; Zaliv Kresta; "Kruisbaai", Eskimo's: Каӈиниӄ; Kaŋiniq) is een baai van de Golf van Anadyr binnen de Beringzee, aan de zuidelijke kust van de Russische autonome okroeg Tsjoekotka. De baai werd in 1660 voor het eerst door Russen bezocht, toen sotnik I. Koerbatov er langs voer en haar Bolsjaja Goeba ("Grote baai") noemde. Vitus Bering vernoemde de baai naar de christelijke feestdag van de Kruisverheffing. In 1821 werd de baai gecartografeerd door graaf Fjodor Litke.
De fjordvormige baai heeft een noord-zuidlengte van 16,2 kilometer, een breedte die varieert tussen de 1,8 en 4 kilometer en een diepte tot 35 meter. Aan noordzijde bevinden zich twee bochten; de Etelkoejymbocht in het noordwesten en de Kengyninbocht in het noordoosten. De plaats Egvekinot (met luchthaven Krestabaai) ligt aan de Egvekinotbocht van de Etelkoejymbocht en haar satellietplaats Ozerny ligt aan noordzijde van de Egevkinotbocht. Aan de oostkust van de baai ligt de plaats Konergino en iets zuidelijker aan de westkust de plaats Oeëlkal. Ten zuidwesten van de Etelkoejymbocht ligt de Etsjkatsjekbocht en aan zuidzijde van de Kengyninbocht de Eroeljabocht. Aan zuidoostzijde bevindt zich ten slotte de Pomorekenigvykbocht. Aan oostzijde van de monding van de baai (aan zuidzijde) steekt de landtong Meetsjkyn een stuk de zee in. In de baai liggen aan noordoostzijde de Nikoenskieje-eilanden en iets zuidelijker (ten zuidoosten van Konergino) het eiland Boelotsjka.
In de baai stromen een aantal kleine rivieren uit, waarvan de Tnekvejem de grootste is. In de baai komen zeehonden, walrussen en walvissen voor. De kusten bestaan uit moerasachtige toendra en in het noorden (rond Egvekinot) uit bergtoendra.